# Spengla (přítok Merkysu)
Spengla je říčka 2. řádu na jihovýchodě Litvy v okresech Trakai (Vilniuský kraj) a Varėna (Alytuský kraj), pravý přítok řeky Merkys. Pramení 1 km na západ od vsi Gečioniškės, 4,5 km od obce Grendavė. Teče zpočátku 200 m na severovýchod, dále 800 m na jihovýchod, dále až ke vsi Spenglininkai na jihozápad, zde začíná meandrovat směrem k jihu, protéká jezerem Spengla (36 ha), vzápětí jezerem Greiželis (24 ha), s předchozím jezerem spojeným 35 - 120 m širokým a 350 m dlouhým průlivem. Z jezera Greiželis vytéká směrem východním, záhy se stáčí směrem jihovýchodním a jižním, kolem vsi Kalviai teče již směrem jihozápadním, u jezera Lieliukas se stáčí k jihu a později k jihovýchodu. Z tohoto jezera do ní přitéká pravý přítok Lielukas. U obce Vaitakarčmis ji překlenuje železniční trať Lentvaris - Varėna - Grodno. Dále míjí obce Pūčkornės, Spengla a dále, 4 km na východ od městysu Valkininkai ji překlenuje most dálnice A4. V těchto místech byla v roce 1551 založena výrobna střelných zbraní: asi 100 let se zde vyráběla děla, dělové koule, střelný prach. Dále meandruje klikatě v celkovém směru jižním. Nedaleko od ústí míjí další jezero jménem Spengla (5,55 ha). Vlévá se do řeky Merkys 4,5 km na jihozápad od městečka Valkininkai jako jeho pravý přítok, 81,8 km od jeho ústí do Němenu. Průměrný spád je 102 cm/km. Dolní tok od obce Pūčkornės spadá do chráněného území hydrografické rezervace Spenglos hidrografinis draustinis.

## Přítoky
- Levé: nemá významné levé přítoky, jen dva nevýznamné

- Pravé:

| Hydrologické pořadí | Řeka                                             | Délka (km) | Povodí (km²) | Vzdálenost od ústí (km) | Ústí kde                         | Koordináty ústí                  |
| ------------------- | ------------------------------------------------ | ---------- | ------------ | ----------------------- | -------------------------------- | -------------------------------- |
|                     | (bezejmenný, v jeho povodí je jezero Galvožeris) |            |              |                         | Dagiliškės                       | 54°27′2″ s. š., 24°42′25″ v. d.  |
|                     | Gruožė                                           |            |              |                         | jezero Spengla u vsi Paspengliai | 54°26′16″ s. š., 24°42′4″ v. d.  |
| 11010291            | S - 2                                            | 3,5        | 7,7          | 13,0                    | Kalėnai                          | 54°23′41″ s. š., 24°43′8″ v. d.  |
| 11010292            | Lielukas                                         | 5,8        | 52,7         | 11,2                    | Vaitakarčmis                     | 54°22′57″ s. š., 24°42′58″ v. d. |